# Wereldkampioenschap voetbal 1978 (kwalificatie UEFA)
In totaal schreven 32 teams van de UEFA zich in voor de kwalificatie van het Wereldkampioenschap voetbal 1978. Deze teams werden verdeeld in 9 groepen. De winnaar van de groepen 1 tot en 8 kwalificeert zich voor het hoofdtoernooi. De winnaar van groep 9, dat was Hongarije, speelde een intercontinentale play-off tegen de nummer 3 van het Zuid-Amerikaanse kwalificatietoernooi (CONMEBOL). Dit kwalificatietoernooi duurde van 23 mei 1976 tot en met 30 november 1977.

## Gekwalificeerde landen
| FIFA-lid       | Confederatie | Kwalificatie             | Aantal dln. (inclusief 1978) | Dln. op rij | Eerste dln. | Laatste dln. | Titels (exclusief 1978) | Beste prestatie |
| -------------- | ------------ | ------------------------ | ---------------------------- | ----------- | ----------- | ------------ | ----------------------- | --------------- |
| West-Duitsland | UEFA         | Titelverdediger          | 9                            | 7           | 1934        | 1974         | 2                       | Kampioen        |
| Polen          | UEFA         | Winnaar groep 1          | 3e                           | 2           | 1938        | 1974         | 0                       | Derde           |
| Italië         | UEFA         | Winnaar groep 2          | 9e                           | 5           | 1934        | 1974         | 2                       | Winnaar         |
| Oostenrijk     | UEFA         | Winnaar groep 3          | 4e                           | 1           | 1934        | 1958         | 0                       | Derde           |
| Nederland      | UEFA         | Winnaar groep 4          | 4e                           | 2           | 1934        | 1974         | 0                       | Tweede          |
| Frankrijk      | UEFA         | Winnaar groep 5          | 7e                           | 1           | 1930        | 1966         | 0                       | Derde           |
| Zweden         | UEFA         | Winnaar groep 6          | 7e                           | 3           | 1934        | 1974         | 0                       | Tweede          |
| Schotland      | UEFA         | Winnaar groep 7          | 4e                           | 2           | 1954        | 1974         | 0                       | Groepsfase      |
| Spanje         | UEFA         | Winnaar groep 8          | 5e                           | 1           | 1934        | 1966         | 0                       | Vierde          |
| Hongarije      | UEFA         | play-off (UEFA–CONMEBOL) | 7e                           | 1           | 1934        | 1966         | 0                       | Tweede          |

## Loting
De loting vond plaats in Guatemala-Stad op 20 november 1975.
| Pot A                                                                         | Pot B                                                                                        | Pot C                                                                                 | Pot D                          |
| ----------------------------------------------------------------------------- | -------------------------------------------------------------------------------------------- | ------------------------------------------------------------------------------------- | ------------------------------ |
| Bulgarije DDR Italië Nederland Polen Schotland Zweden Joegoslavië Sovjet-Unie | Oostenrijk België Tsjecho-Slowakije Engeland Frankrijk Hongarije Portugal Spanje Zwitserland | Denemarken Finland Griekenland Ierland Noord-Ierland Noorwegen Roemenië Turkije Wales | Cyprus IJsland Luxemburg Malta |

## Groepen en wedstrijden
Legenda

### Groep 1
In feite was plaatsing in de eerste wedstrijd beslist, toen Polen in Lissabon Portugal met 0-2 versloeg dankzij twee goals van Lato. Polen plaatste zich definitief dankzij een 1-1 gelijkspel in de return,  waarbij Deyna rechtstreeks scoorde uit een hoekschop. Polen leek sterker dan vier jaar geleden met de grote afwezige van toen Lubañski weer fit en het ontluikende talent van Boniek.
| Pos | Land       | Wed | Win | Gel | Ver | DV | DT | +/− | Pnt |
| --- | ---------- | --- | --- | --- | --- | -- | -- | --- | --- |
| 1.  | Polen      | 6   | 5   | 1   | 0   | 17 | 4  | +13 | 11  |
| 2.  | Portugal   | 6   | 4   | 1   | 1   | 12 | 6  | +6  | 9   |
| 3.  | Denemarken | 6   | 2   | 0   | 4   | 14 | 12 | –2  | 4   |
| 4.  | Cyprus     | 6   | 0   | 0   | 6   | 3  | 24 | –21 | 0   |

|                                                  |                     |       |                                                                                       |                                                                                |
| 23 mei 1976 «onderlinge duels» 17:00 uur (UTC+3) | Cyprus              | 1 – 5 | Denemarken                                                                            | Tsirionstadion, Limasol Toeschouwers: 5.500 Scheidsrechter: Nikola Dudin (BUL) |
| 23 mei 1976 «onderlinge duels» 17:00 uur (UTC+3) | Stefanis Mihail 12' |       | 14' Allan Simonsen 19' Niels Tune 21' Ole Rasmussen 51' Lars Bastrup 76' Lars Bastrup | Tsirionstadion, Limasol Toeschouwers: 5.500 Scheidsrechter: Nikola Dudin (BUL) |

|                                                    |          |                                     |       |                                                                                       |
| 16 oktober 1976 «onderlinge duels» 21:30 uur (UTC) | Portugal | 0 – 2                               | Polen | Estádio das Antas, Porto Toeschouwers: 30.000 Scheidsrechter: Michel Kitabdjian (FRA) |
| 16 oktober 1976 «onderlinge duels» 21:30 uur (UTC) |          | 49' Grzegorz Lato 77' Grzegorz Lato |       | Estádio das Antas, Porto Toeschouwers: 30.000 Scheidsrechter: Michel Kitabdjian (FRA) |

|                                                      | |       |        |                                                                                              |
| 27 oktober 1976 «onderlinge duels» 19:00 uur (UTC+1) | Denemarken                                                                                           | 5 – 0 | Cyprus | Københavns Idrætspark, Kopenhagen Toeschouwers: 30.600 Scheidsrechter: Jacques Colling (LUX) |
| 27 oktober 1976 «onderlinge duels» 19:00 uur (UTC+1) | Benny Nielsen 54' Henning Jensen 60' (pen.) Henning Jensen 64' Per Røntved 68' Jørgen Kristensen 75' |       |        | Københavns Idrætspark, Kopenhagen Toeschouwers: 30.600 Scheidsrechter: Jacques Colling (LUX) |

|                                                      | |       |        |                                                                                           |
| 31 oktober 1976 «onderlinge duels» 12:00 uur (UTC+1) | Polen | 5 – 0 | Cyprus | Stadion Dziesięciolecia, Warschau Toeschouwers: 50.000 Scheidsrechter: György Müncz (HUN) |
| 31 oktober 1976 «onderlinge duels» 12:00 uur (UTC+1) | Kazimierz Deyna 24' (pen.) Andrzej Szarmach 25' Kazimierz Deyna 40' Zbigniew Boniek 58' Stanisław Terlecki 77' |       |        | Stadion Dziesięciolecia, Warschau Toeschouwers: 50.000 Scheidsrechter: György Müncz (HUN) |

|                                                     |                      |       |            |                                                                                        |
| 17 november 1976 «onderlinge duels» 21:30 uur (UTC) | Portugal             | 1 – 0 | Denemarken | Estádio da Luz, Lissabon Toeschouwers: 35.000 Scheidsrechter: Abdelkader Aouissi (ALG) |
| 17 november 1976 «onderlinge duels» 21:30 uur (UTC) | Manuel Fernandes 67' |       |            | Estádio da Luz, Lissabon Toeschouwers: 35.000 Scheidsrechter: Abdelkader Aouissi (ALG) |

|                                                      |                              |       |                               |                                                                                     |
| 5 december 1976 «onderlinge duels» 14:30 uur (UTC+2) | Cyprus                       | 1 – 2 | Portugal                      | Tsirionstadion, Limasol Toeschouwers: 13.000 Scheidsrechter: Constantin Ghiţă (ROU) |
| 5 december 1976 «onderlinge duels» 14:30 uur (UTC+2) | Stavros Stylianou 74' (pen.) |       | 36' Fernando Chalana 76' Nené | Tsirionstadion, Limasol Toeschouwers: 13.000 Scheidsrechter: Constantin Ghiţă (ROU) |

|                                                 |                    |       |                                                  |                                                                                              |
| 1 mei 1977 «onderlinge duels» 14:30 uur (UTC+1) | Denemarken         | 1 – 2 | Polen                                            | Københavns Idrætspark, Kopenhagen Toeschouwers: 48.000 Scheidsrechter: Anders Mattsson (FIN) |
| 1 mei 1977 «onderlinge duels» 14:30 uur (UTC+1) | Allan Simonsen 49' |       | 7' Włodzimierz Lubański 55' Włodzimierz Lubański | Københavns Idrætspark, Kopenhagen Toeschouwers: 48.000 Scheidsrechter: Anders Mattsson (FIN) |

|                                                  |                    |       |                                                                |                                                                                      |
| 15 mei 1977 «onderlinge duels» 17:30 uur (UTC+1) | Cyprus             | 1 – 3 | Polen                                                          | Tsirionstadion, Limasol Toeschouwers: 12.000 Scheidsrechter: Menahem Ashkenazi (ISR) |
| 15 mei 1977 «onderlinge duels» 17:30 uur (UTC+1) | Takis Antoniou 14' |       | 28' Grzegorz Lato 40' Stanisław Terlecki 82' Włodzimierz Mazur | Tsirionstadion, Limasol Toeschouwers: 12.000 Scheidsrechter: Menahem Ashkenazi (ISR) |

|                                                        |                                                                                 |       |                            |                                                                                  |
| 21 september 1977 «onderlinge duels» 17:30 uur (UTC+2) | Polen                                                                           | 4 – 1 | Denemarken                 | Śląskistadion, Chorzów Toeschouwers: 92.500 Scheidsrechter: Nicolae Rainea (ROU) |
| 21 september 1977 «onderlinge duels» 17:30 uur (UTC+2) | Bohdan Masztaler 27' Grzegorz Lato 38' Kazimierz Deyna 62' Andrzej Szarmach 81' |       | 66' (pen.) Kristen Nygaard | Śląskistadion, Chorzów Toeschouwers: 92.500 Scheidsrechter: Nicolae Rainea (ROU) |

|                                                   |                                         |       |                                                                  |                                                                                              |
| 9 oktober 1977 «onderlinge duels» 13:30 uur (UTC) | Denemarken                              | 2 – 4 | Portugal                                                         | Københavns Idrætspark, Kopenhagen Toeschouwers: 23.300 Scheidsrechter: Eldar Azim-Zade (URS) |
| 9 oktober 1977 «onderlinge duels» 13:30 uur (UTC) | Per Røntved 40' (pen.) Allan Hansen 88' |       | 13' Rui Jordão 35' Nené 61' Manuel Fernandes 81' Octávio Machado | Københavns Idrætspark, Kopenhagen Toeschouwers: 23.300 Scheidsrechter: Eldar Azim-Zade (URS) |

|                                                      |                     |       |                      |                                                                                     |
| 29 oktober 1977 «onderlinge duels» 17:00 uur (UTC+1) | Polen               | 1 – 1 | Portugal             | Śląskistadion, Chorzów Toeschouwers: 80.000 Scheidsrechter: Walter Eschweiler (FRG) |
| 29 oktober 1977 «onderlinge duels» 17:00 uur (UTC+1) | Kazimierz Deyna 38' |       | 61' Manuel Fernandes | Śląskistadion, Chorzów Toeschouwers: 80.000 Scheidsrechter: Walter Eschweiler (FRG) |

|                                                     |                                                                          |       |        |                                                                                  |
| 16 november 1977 «onderlinge duels» 21:30 uur (UTC) | Portugal                                                                 | 4 – 0 | Cyprus | Estádio de São Luís, Faro Toeschouwers: 7.337 Scheidsrechter: Michal Jursa (TCH) |
| 16 november 1977 «onderlinge duels» 21:30 uur (UTC) | Seninho 8' Fernando Chalana 16' Francisco Vital 72' Manuel Fernandes 83' |       |        | Estádio de São Luís, Faro Toeschouwers: 7.337 Scheidsrechter: Michal Jursa (TCH) |

### Groep 2
Groep 2 was een strijd tussen twee landen, die al een aantal jaren moeizaam presteerden en met nieuwe, 
veelbelovende lichtingen nieuwe hoop hadden. Het Engelse clubvoetbal stond op de bres van veel succes in de Europa Cup der Landskampioenen. Engeland hoopte te profiteren van het spel van met name Kevin Keegan, de grote man in de finale van FC Liverpool tegen Borussia Mönchengladbach. De UEFA Cup werd in dat jaar (1977) gewonnen door FC Juventus, de hofleverancier van het Italiaans voetbalelftal. Het was zaak voor de Engelsen en Italianen om zoveel mogelijk te scoren tegen de "kleintjes" in deze groep, Finland en Luxemburg. Dat deden de Italianen aanzienlijk beter dan de Engelsen. In het begin van de cyclus won Italië het onderlinge duel in Rome door goals van Giancarlo Antognoni en Roberto Bettega. Engeland had nu een monsterzege nodig tegen Italië om nog een kans te maken: het werd "slechts" 2-0 door goals van Keegan en Trevor Brooking. Italië had nu genoeg aan een zege tegen Luxemburg om op doelsaldo de eindronde te halen, het werd 3-0 voor de "Squarda Azzuri". Engeland plaatse zich voor de vierde achtereenvolgende keer niet voor een eindronde van een EK of WK.
| Pos | Land      | Wed | Win | Gel | Ver | DV | DT | +/− | Pnt |
| --- | --------- | --- | --- | --- | --- | -- | -- | --- | --- |
| 1.  | Italië    | 6   | 5   | 0   | 1   | 18 | 4  | +14 | 10  |
| 2.  | Engeland  | 6   | 5   | 0   | 1   | 15 | 4  | +11 | 10  |
| 3.  | Finland   | 6   | 2   | 0   | 4   | 11 | 16 | –5  | 4   |
| 4.  | Luxemburg | 6   | 0   | 0   | 6   | 2  | 22 | –20 | 0   |

|                                               |                       |       |                                                                          |                                                                                        |
| 13 juni 1976 «onderlinge duels» 19:30 (UTC+2) | Finland               | 1 – 4 | Engeland                                                                 | Olympisch Stadion, Helsinki Toeschouwers: 24.336 Scheidsrechter: Alfred Delcourt (BEL) |
| 13 juni 1976 «onderlinge duels» 19:30 (UTC+2) | Matti Paatelainen 27' |       | 13' Stuart Pearson 30' Kevin Keegan 58' Michael Channon 60' Kevin Keegan | Olympisch Stadion, Helsinki Toeschouwers: 24.336 Scheidsrechter: Alfred Delcourt (BEL) |

|                                                        | |       |                    |                                                                                        |
| 22 september 1976 «onderlinge duels» 18:30 uur (UTC+2) | Finland | 7 – 1 | Luxemburg          | Olympisch Stadion, Helsinki Toeschouwers: 4.555 Scheidsrechter: Svein-Inge Thime (NOR) |
| 22 september 1976 «onderlinge duels» 18:30 uur (UTC+2) | Aki Heiskainen 15' Esa Heiskainen 22' Esa Heiskainen 27' Olavi Rissanen 51' Teppo Heikkinen 54' Olavi Rissanen 61' Ari Mäkynen 82' (pen.) |       | 52' Gilbert Zender | Olympisch Stadion, Helsinki Toeschouwers: 4.555 Scheidsrechter: Svein-Inge Thime (NOR) |

|                                                  |                                |       |                    |                                                                                 |
| 13 oktober 1976 «onderlinge duels» 20:00 (UTC+1) | Engeland                       | 2 – 1 | Finland            | Wembley Stadium, Londen Toeschouwers: 93.000 Scheidsrechter: Ulf Eriksson (SWE) |
| 13 oktober 1976 «onderlinge duels» 20:00 (UTC+1) | Dennis Tueart 3' Joe Royle 53' |       | 47' Jyrki Nieminen | Wembley Stadium, Londen Toeschouwers: 93.000 Scheidsrechter: Ulf Eriksson (SWE) |

|                                                      |                |       |                                                                                        |                                                                                        |
| 16 oktober 1976 «onderlinge duels» 14:30 uur (UTC+1) | Luxemburg      | 1 – 4 | Italië                                                                                 | Stade Municipal, Luxemburg Toeschouwers: 11.700 Scheidsrechter: Ernst Dörflinger (SUI) |
| 16 oktober 1976 «onderlinge duels» 14:30 uur (UTC+1) | Nico Braun 86' |       | 24' Francesco Graziani 44' Roberto Bettega 50' Giancarlo Antognoni 81' Roberto Bettega | Stade Municipal, Luxemburg Toeschouwers: 11.700 Scheidsrechter: Ernst Dörflinger (SUI) |

|                                                       |                                             |       |          |                                                                                  |
| 17 november 1976 «onderlinge duels» 14:30 uur (UTC+1) | Italië                                      | 2 – 0 | Engeland | Olympisch Stadion, Rome Toeschouwers: 70.718 Scheidsrechter: Abraham Klein (ISR) |
| 17 november 1976 «onderlinge duels» 14:30 uur (UTC+1) | Giancarlo Antognoni 36' Roberto Bettega 77' |       |          | Olympisch Stadion, Rome Toeschouwers: 70.718 Scheidsrechter: Abraham Klein (ISR) |

|                                                    |                                                                                              |       |           |                                                                                |
| 30 maart 1977 «onderlinge duels» 20:00 uur (UTC+1) | Engeland                                                                                     | 5 – 0 | Luxemburg | Wembley Stadium, Londen Toeschouwers: 81.718 Scheidsrechter: Paul Bonett (MLT) |
| 30 maart 1977 «onderlinge duels» 20:00 uur (UTC+1) | Kevin Keegan 10' Trevor Francis 58' Ray Kennedy 65' Mick Channon 68' Mick Channon 81' (pen.) |       |           | Wembley Stadium, Londen Toeschouwers: 81.718 Scheidsrechter: Paul Bonett (MLT) |

|                                                  |           |                    |         |                                                                                   |
| 26 mei 1977 «onderlinge duels» 19:15 uur (UTC+2) | Luxemburg | 0 – 1              | Finland | Stade Municipal, Luxemburg Toeschouwers: 1.500 Scheidsrechter: Ole Amundsen (DEN) |
| 26 mei 1977 «onderlinge duels» 19:15 uur (UTC+2) |           | 57' Aki Heiskainen |         | Stade Municipal, Luxemburg Toeschouwers: 1.500 Scheidsrechter: Ole Amundsen (DEN) |

|                                                  |         |                                                          |        |                                                                                      |
| 8 juni 1977 «onderlinge duels» 19:00 uur (UTC+2) | Finland | 0 – 3                                                    | Italië | Olympisch Stadion, Helsinki Toeschouwers: 17.539 Scheidsrechter: Robert Héliès (FRA) |
| 8 juni 1977 «onderlinge duels» 19:00 uur (UTC+2) |         | 8' Claudio Gentile 56' Roberto Bettega 81' Romeo Benetti |        | Olympisch Stadion, Helsinki Toeschouwers: 17.539 Scheidsrechter: Robert Héliès (FRA) |

|                                                      |           |                                  |          |                                                                                     |
| 12 oktober 1977 «onderlinge duels» 19:15 uur (UTC+1) | Luxemburg | 0 – 2                            | Engeland | Stade Municipal, Luxemburg Toeschouwers: 10.621 Scheidsrechter: Alojzy Jarguz (POL) |
| 12 oktober 1977 «onderlinge duels» 19:15 uur (UTC+1) |           | 31' Ray Kennedy 90' Paul Mariner |          | Stade Municipal, Luxemburg Toeschouwers: 10.621 Scheidsrechter: Alojzy Jarguz (POL) |

|                                                      | |       |                  |                                                                                 |
| 15 oktober 1977 «onderlinge duels» 15:00 uur (UTC+1) | Italië | 6 – 1 | Finland          | Stadio Comunale, Turijn Toeschouwers: 62.888 Scheidsrechter: Nikola Dudin (BUL) |
| 15 oktober 1977 «onderlinge duels» 15:00 uur (UTC+1) | Roberto Bettega 29' Roberto Bettega 38' Francesco Graziani 45' Roberto Bettega 59' Roberto Bettega 62' Renato Zaccarelli 71' |       | 67' Kai Haaskivi | Stadio Comunale, Turijn Toeschouwers: 62.888 Scheidsrechter: Nikola Dudin (BUL) |

|                                                     |                                      |       |        |                                                                                   |
| 16 november 1977 «onderlinge duels» 19:45 uur (UTC) | Engeland                             | 2 – 0 | Italië | Wembley Stadium, Londen Toeschouwers: 92.500 Scheidsrechter: Károly Palotai (HUN) |
| 16 november 1977 «onderlinge duels» 19:45 uur (UTC) | Kevin Keegan 11' Trevor Brooking 80' |       |        | Wembley Stadium, Londen Toeschouwers: 92.500 Scheidsrechter: Károly Palotai (HUN) |

|                                                      |                                                             |       |           |                                                                                     |
| 3 december 1977 «onderlinge duels» 14:30 uur (UTC+1) | Italië                                                      | 3 – 0 | Luxemburg | Olympisch Stadion, Rome Toeschouwers: 62.466 Scheidsrechter: Dušan Maksimović (YUG) |
| 3 december 1977 «onderlinge duels» 14:30 uur (UTC+1) | Roberto Bettega 4' Francesco Graziani 11' Franco Causio 56' |       |           | Olympisch Stadion, Rome Toeschouwers: 62.466 Scheidsrechter: Dušan Maksimović (YUG) |

### Groep 3
In deze groep was Oost-Duitsland vooraf de grote favoriet. Het won in 1974 op het WK van West-Duitsland en werd in 1976 olympisch kampioen, een weliswaar gedevalueerd toernooi, omdat alleen amateurs mee mochten doen (alleen Oost-Europese ploegen waren op oorlogssterkte), maar men versloeg wel het sterke Polen in de finale. De grote tegenstrever was Oostenrijk, dat eindelijk weer een talentvolle generatie had met aanvaller Hans Krankl en spelverdeler Herbert Prohaska als belangrijkste spelers. Oost-Duitsland stond meteen op een achterstand door thuis gelijk te spelen tegen Turkije. De twee wedstrijden tussen Oost-Duitsland en Oostenrijk eindigden beiden in een 1-1 gelijkspel. De beslissing moest komen in de uitwedstrijd van Oostenrijk tegen het ook nog kansrijke Turkije. Voor 60.000 toeschouwers in İzmir scoorde Prohaska de enige treffer. Oost-Duitsland was zonder te verliezen niet gekwalificeerd voor de eindronde en Oostenrijk deed voor het eerst sinds 1958 weer mee.
| Pos | Land       | Wed | Win | Gel | Ver | DV | DT | +/− | Pnt |
| --- | ---------- | --- | --- | --- | --- | -- | -- | --- | --- |
| 1.  | Oostenrijk | 6   | 4   | 2   | 0   | 14 | 2  | +12 | 10  |
| 2.  | DDR        | 6   | 3   | 3   | 0   | 15 | 4  | +11 | 9   |
| 3.  | Turkije    | 6   | 2   | 1   | 3   | 9  | 5  | +4  | 5   |
| 4.  | Malta      | 6   | 0   | 0   | 6   | 0  | 27 | –27 | 0   |

|                                                      |                                                                  |       |       |                                                                                     |
| 31 oktober 1976 «onderlinge duels» 14:30 uur (UTC+2) | Turkije                                                          | 4 – 0 | Malta | İzmir Atatürkstadion, İzmir Toeschouwers: 68.034 Scheidsrechter: Michal Jursa (TCH) |
| 31 oktober 1976 «onderlinge duels» 14:30 uur (UTC+2) | Mehmet Özgül 22' Cemil Turan 54' Cemil Turan 57' Cemil Turan 75' |       |       | İzmir Atatürkstadion, İzmir Toeschouwers: 68.034 Scheidsrechter: Michal Jursa (TCH) |

|                                                       |                |       |                        |                                                                                 |
| 17 november 1976 «onderlinge duels» 17:30 uur (UTC+1) | DDR            | 1 – 1 | Turkije                | Dynamostadion, Dresden Toeschouwers: 18.000 Scheidsrechter: Pat Partridge (ENG) |
| 17 november 1976 «onderlinge duels» 17:30 uur (UTC+1) | Peter Kotte 3' |       | 31' (pen.) Cemil Turan | Dynamostadion, Dresden Toeschouwers: 18.000 Scheidsrechter: Pat Partridge (ENG) |

|                                                      |       |                 |            |                                                                             |
| 5 december 1976 «onderlinge duels» 14:30 uur (UTC+1) | Malta | 0 – 1           | Oostenrijk | Empire Stadion, Gżira Toeschouwers: 7.368 Scheidsrechter: Hédi Saoudi (TUN) |
| 5 december 1976 «onderlinge duels» 14:30 uur (UTC+1) |       | 57' Hans Krankl |            | Empire Stadion, Gżira Toeschouwers: 7.368 Scheidsrechter: Hédi Saoudi (TUN) |

|                                                   |       |                     |     |                                                                                   |
| 2 april 1977 «onderlinge duels» 16:00 uur (UTC+1) | Malta | 0 – 1               | DDR | Empire Stadion, Gżira Toeschouwers: 6.279 Scheidsrechter: Bruno Della Bruna (SUI) |
| 2 april 1977 «onderlinge duels» 16:00 uur (UTC+1) |       | 55' Joachim Streich |     | Empire Stadion, Gżira Toeschouwers: 6.279 Scheidsrechter: Bruno Della Bruna (SUI) |

|                                                    |                      |       |         |                                                                                 |
| 17 april 1977 «onderlinge duels» 16:00 uur (UTC+1) | Oostenrijk           | 1 – 0 | Turkije | Praterstadion, Wenen Toeschouwers: 60.1000 Scheidsrechter: Viktor Zharkov (URS) |
| 17 april 1977 «onderlinge duels» 16:00 uur (UTC+1) | Walter Schachner 42' |       |         | Praterstadion, Wenen Toeschouwers: 60.1000 Scheidsrechter: Viktor Zharkov (URS) |

|                                                    | |       |       |                                                                                 |
| 30 april 1977 «onderlinge duels» 15:00 uur (UTC+1) | Oostenrijk | 9 – 0 | Malta | Lehenstadion, Salzburg Toeschouwers: 17.000 Scheidsrechter: Alojzy Jarguz (POL) |
| 30 april 1977 «onderlinge duels» 15:00 uur (UTC+1) | Hans Krankl 8' Hans Krankl 12' Hans Krankl 17' Hans Krankl 19' Josef Stering 29' Hans Krankl 54' Hans Pirkner 65' Hans Krankl 67' Josef Stering 69' |       |       | Lehenstadion, Salzburg Toeschouwers: 17.000 Scheidsrechter: Alojzy Jarguz (POL) |

|                                                        |                  |       |                     |                                                                              |
| 24 september 1977 «onderlinge duels» 15:00 uur (UTC+1) | Oostenrijk       | 1 – 1 | DDR                 | Praterstadion, Wenen Toeschouwers: 72.000 Scheidsrechter: Tom Reynolds (WAL) |
| 24 september 1977 «onderlinge duels» 15:00 uur (UTC+1) | Wilhelm Kreuz 8' |       | 40' Martin Hoffmann | Praterstadion, Wenen Toeschouwers: 72.000 Scheidsrechter: Tom Reynolds (WAL) |

|                                                      |                  |       |                         |                                                                              |
| 12 oktober 1977 «onderlinge duels» 17:30 uur (UTC+1) | DDR              | 1 – 1 | Oostenrijk              | Zentralstadion, Leipzig Toeschouwers: 95.000 Scheidsrechter: Ian Foote (SCO) |
| 12 oktober 1977 «onderlinge duels» 17:30 uur (UTC+1) | Wolfram Löwe 50' |       | 43' Roland Hattenberger | Zentralstadion, Leipzig Toeschouwers: 95.000 Scheidsrechter: Ian Foote (SCO) |

|                                                      | |       |       |                                                                                               |
| 29 oktober 1977 «onderlinge duels» 14:00 uur (UTC+1) | DDR | 9 – 0 | Malta | Karl-Liebknecht-Sportpark, Babelsberg Toeschouwers: 15.000 Scheidsrechter: Jafar Namdar (IRN) |
| 29 oktober 1977 «onderlinge duels» 14:00 uur (UTC+1) | Martin Hoffmann 2' Hartmut Schade 28' Martin Hoffmann 45' Jürgen Sparwasser 52' Gerd Weber 56' Joachim Streich 63' (pen.) Joachim Streich 79' Joachim Streich 82' Martin Hoffmann 85' |       |       | Karl-Liebknecht-Sportpark, Babelsberg Toeschouwers: 15.000 Scheidsrechter: Jafar Namdar (IRN) |

|                                                      |         |                      |            |                                                                                              |
| 30 oktober 1977 «onderlinge duels» 14:30 uur (UTC+2) | Turkije | 0 – 1                | Oostenrijk | Vasil Levski Nationaal Stadion, Sofia Toeschouwers: 69.360 Scheidsrechter: John Gordon (SCO) |
| 30 oktober 1977 «onderlinge duels» 14:30 uur (UTC+2) |         | 71' Herbert Prohaska |            | Vasil Levski Nationaal Stadion, Sofia Toeschouwers: 69.360 Scheidsrechter: John Gordon (SCO) |

|                                                       |                  |       |                                        |                                                                                          |
| 16 november 1977 «onderlinge duels» 14:00 uur (UTC+2) | Turkije          | 1 – 2 | DDR                                    | İzmir Atatürkstadion, İzmir Toeschouwers: 7.010 Scheidsrechter: Alberto Michelotti (ITA) |
| 16 november 1977 «onderlinge duels» 14:00 uur (UTC+2) | Volkan Yayım 81' |       | 30' Hartmut Schade 62' Martin Hoffmann | İzmir Atatürkstadion, İzmir Toeschouwers: 7.010 Scheidsrechter: Alberto Michelotti (ITA) |

|                                                       |       |                                                 |         |                                                                                 |
| 27 november 1977 «onderlinge duels» 14:30 uur (UTC+1) | Malta | 0 – 3                                           | Turkije | Empire Stadion, Gżira Toeschouwers: 2.246 Scheidsrechter: Mohamed Larache (MAR) |
| 27 november 1977 «onderlinge duels» 14:30 uur (UTC+1) |       | 21' Sedat Özden 36' Cemil Turan 48' Sedat Özden |         | Empire Stadion, Gżira Toeschouwers: 2.246 Scheidsrechter: Mohamed Larache (MAR) |

### Groep 4
In België was de schrik groot, België moest voor de derde achtereenvolgende keer kwalificatie voor een groot toernooi afdwingen tegen de "grote buur" Nederland. België had een talentvolle lichting met onder andere doelman Jean-Marie Pfaff en middenvelder Ludo Coeck. Anderlecht en Club Brugge haalden Europa Cup finales en het Nederlands clubvoetbal was op zijn retour. Nederland kon nog wel steeds profiteren van zijn "gouden generatie" onder regie van FC Barcelona-vedette Johan Cruijff. De Belgen kregen hoop, toen Nederland zeer onverwachts in Amsterdam met 2-2 gelijk speelde tegen Noord-Ierland, waar nog één keer George Best glorieerde als in zijn beste jaren. Echter, in de "hel van Deurne" (Antwerpen) maakte Nederland duidelijk wie de beste was, 0-2 door goals van Johnny Rep en Johan Cruijff. In de return had Nederland genoeg aan een gelijkspel, na vier minuten scoorde René van de Kerkhof, waarna de wedstrijd niets leuks meer opleverde. De Belgische bondscoach Guy Thys kon rustig werken aan nieuw succesvol Belgisch elftal. Nederland besloot voor het WK opnieuw een supervisor op te stellen, Ernst Happel, nota bene de coach van Club Brugge. Voor meer beroering zorgde de aankondiging dat Johan Cruijff niet mee zou gaan naar het WK. Algemeen ging men ervan uit dat Cruijff niet mee mocht van zijn vrouw vanwege het "zwembadincident" op het WK in 1974, vele jaren later bleek dat Cruijff niet mee ging, omdat zijn gezin gegijzeld was geweest in Barcelona. Een kaartenactie en een single van Vader Abraham ("trek Cruijff over de streep") mochten niet baten.
| Pos | Land          | Wed | Win | Gel | Ver | DV | DT | +/− | Pnt |
| --- | ------------- | --- | --- | --- | --- | -- | -- | --- | --- |
| 1.  | Nederland     | 6   | 5   | 1   | 0   | 11 | 3  | +8  | 11  |
| 2.  | België        | 6   | 3   | 0   | 3   | 7  | 6  | +1  | 6   |
| 3.  | Noord-Ierland | 6   | 2   | 1   | 3   | 7  | 6  | +1  | 5   |
| 4.  | IJsland       | 6   | 1   | 0   | 5   | 2  | 12 | –10 | 2   |

|                                                     |         |                           |        |                                                                                      |
| 5 september 1976 «onderlinge duels» 18:15 uur (UTC) | IJsland | 0 – 1                     | België | Laugardalsvöllur, Reykjavik Toeschouwers: 9.580 Scheidsrechter: John Carpenter (IRL) |
| 5 september 1976 «onderlinge duels» 18:15 uur (UTC) |         | 73' François Van Der Elst |        | Laugardalsvöllur, Reykjavik Toeschouwers: 9.580 Scheidsrechter: John Carpenter (IRL) |

|                                                     |         |                |           |                                                                                       |
| 8 september 1976 «onderlinge duels» 18:15 uur (UTC) | IJsland | 0 – 1          | Nederland | Laugardalsvöllur, Reykjavik Toeschouwers: 10.210 Scheidsrechter: Paddy Mullhall (IRL) |
| 8 september 1976 «onderlinge duels» 18:15 uur (UTC) |         | 42' Ruud Geels |           | Laugardalsvöllur, Reykjavik Toeschouwers: 10.210 Scheidsrechter: Paddy Mullhall (IRL) |

|                                                      |                                 |       |                                   |                                                                                                |
| 13 oktober 1976 «onderlinge duels» 20:00 uur (UTC+1) | Nederland                       | 2 – 2 | Noord-Ierland                     | Stadion Feijenoord, Rotterdam Toeschouwers: 56.000 Scheidsrechter: Ángel Franco Martínez (ESP) |
| 13 oktober 1976 «onderlinge duels» 20:00 uur (UTC+1) | Ruud Krol 64' Johan Cruijff 66' |       | 4' Chris McGrath 88' Derek Spence | Stadion Feijenoord, Rotterdam Toeschouwers: 56.000 Scheidsrechter: Ángel Franco Martínez (ESP) |

|                                                       |                                      |       |               |                                                                        |
| 10 november 1976 «onderlinge duels» 20:00 uur (UTC+1) | België                               | 2 – 0 | Noord-Ierland | Sclessin, Luik Toeschouwers: 25.081 Scheidsrechter: Adolf Prokop (DDR) |
| 10 november 1976 «onderlinge duels» 20:00 uur (UTC+1) | Roger Van Gool 28' Raoul Lambert 53' |       |               | Sclessin, Luik Toeschouwers: 25.081 Scheidsrechter: Adolf Prokop (DDR) |

|                                                    |        |                                  |           |                                                                                    |
| 26 maart 1977 «onderlinge duels» 20:00 uur (UTC+2) | België | 0 – 2                            | Nederland | Bosuilstadion, Antwerpen Toeschouwers: 55.247 Scheidsrechter: Sergio Gonella (ITA) |
| 26 maart 1977 «onderlinge duels» 20:00 uur (UTC+2) |        | 19' Johnny Rep 65' Johan Cruijff |           | Bosuilstadion, Antwerpen Toeschouwers: 55.247 Scheidsrechter: Sergio Gonella (ITA) |

|                                                 |                     |       |               |                                                                                      |
| 11 juni 1977 «onderlinge duels» 15:00 uur (UTC) | IJsland             | 1 – 0 | Noord-Ierland | Laugardalsvöllur, Reykjavik Toeschouwers: 10.269 Scheidsrechter: Rudi Glöckner (DDR) |
| 11 juni 1977 «onderlinge duels» 15:00 uur (UTC) | Ingi Albertsson 33' |       |               | Laugardalsvöllur, Reykjavik Toeschouwers: 10.269 Scheidsrechter: Rudi Glöckner (DDR) |

|                                                       |                                                                            |       |                         |                                                                                       |
| 31 augustus 1977 «onderlinge duels» 20:00 uur (UTC+2) | Nederland                                                                  | 4 – 1 | IJsland                 | Goffertstadion, Nijmegen Toeschouwers: 25.000 Scheidsrechter: Martti Hirviniemi (FIN) |
| 31 augustus 1977 «onderlinge duels» 20:00 uur (UTC+2) | Willem van Hanegem 15' Ruud Geels 18' Johnny Rep 35' Ruud Geels 89' (pen.) |       | 66' Ásgeir Sigurvinsson | Goffertstadion, Nijmegen Toeschouwers: 25.000 Scheidsrechter: Martti Hirviniemi (FIN) |

|                                                       |                                                                                     |       |         |                                                                                     |
| 3 september 1977 «onderlinge duels» 20:00 uur (UTC+2) | België                                                                              | 4 – 0 | IJsland | Stade Émile Versé, Anderlecht Toeschouwers: 5.807 Scheidsrechter: Svein Thime (NOR) |
| 3 september 1977 «onderlinge duels» 20:00 uur (UTC+2) | Gilbert Van Binst 15' Maurice Martens 20' (pen.) Paul Courant 60' Raoul Lambert 65' |       |         | Stade Émile Versé, Anderlecht Toeschouwers: 5.807 Scheidsrechter: Svein Thime (NOR) |

|                                                        |                                     |       |         |                                                                                               |
| 21 september 1977 «onderlinge duels» 16:30 uur (UTC+1) | Noord-Ierland                       | 2 – 0 | IJsland | Windsor Park, Belfast Toeschouwers: 17.000 Scheidsrechter: Henning Lund Sørensen (Denemarken) |
| 21 september 1977 «onderlinge duels» 16:30 uur (UTC+1) | Chris McGrath 67' Sammy McIlroy 76' |       |         | Windsor Park, Belfast Toeschouwers: 17.000 Scheidsrechter: Henning Lund Sørensen (Denemarken) |

|                                                      |               |                          |           |                                                                                  |
| 12 oktober 1977 «onderlinge duels» 15:00 uur (UTC+1) | Noord-Ierland | 0 – 1                    | Nederland | Windsor Park, Belfast Toeschouwers: 33.000 Scheidsrechter: António Garrido (POR) |
| 12 oktober 1977 «onderlinge duels» 15:00 uur (UTC+1) |               | 76' Willy van de Kerkhof |           | Windsor Park, Belfast Toeschouwers: 33.000 Scheidsrechter: António Garrido (POR) |

|                                                      |                        |       |        |                                                                                       |
| 26 oktober 1977 «onderlinge duels» 20:00 uur (UTC+1) | Nederland              | 1 – 0 | België | Olympisch Stadion, Amsterdam Toeschouwers: 62.000 Scheidsrechter: Pat Partridge (ENG) |
| 26 oktober 1977 «onderlinge duels» 20:00 uur (UTC+1) | René van de Kerkhof 4' |       |        | Olympisch Stadion, Amsterdam Toeschouwers: 62.000 Scheidsrechter: Pat Partridge (ENG) |

|                                                     |                                                           |       |        |                                                                                 |
| 16 november 1977 «onderlinge duels» 14:30 uur (UTC) | Noord-Ierland                                             | 3 – 0 | België | Windsor Park, Belfast Toeschouwers: 5.200 Scheidsrechter: Georges Konrath (FRA) |
| 16 november 1977 «onderlinge duels» 14:30 uur (UTC) | Gerry Armstrong 42' Chris McGrath 59' Gerry Armstrong 70' |       |        | Windsor Park, Belfast Toeschouwers: 5.200 Scheidsrechter: Georges Konrath (FRA) |

### Groep 5
Na jaren van misère was er weer hoop in het Franse voetbal. Er ontstond een nieuwe veelbelovende lichting, AS Saint-Étienne was een Europese topclub en bij AS Nancy brak Michel Platini door. De Fransen begonnen goed in de uitwedstrijd tegen Bulgarije met een gelijkspel (2-2 na een 0-2 voorsprong). Aangezien Bulgarije beter presteerde tegen Ierland dan de Fransen, moest Frankrijk in Parijs winnen. Frankrijk won met 3-1 (met goals van Platini en Dominique Rocheteau). Frankrijk plaatste zich voor het eerst sinds 1966 voor het WK en de Bulgaren bleven voor het eerst sinds 1962 thuis.
| Pos | Land      | Wed | Win | Gel | Ver | DV | DT | +/− | Pnt |
| --- | --------- | --- | --- | --- | --- | -- | -- | --- | --- |
| 1.  | Frankrijk | 4   | 2   | 1   | 1   | 7  | 4  | +3  | 5   |
| 2.  | Bulgarije | 4   | 1   | 2   | 1   | 5  | 6  | –1  | 4   |
| 3.  | Ierland   | 4   | 1   | 1   | 2   | 2  | 4  | –2  | 3   |

|                                                     |                                  |       |                                        |                                                                                            |
| 9 oktober 1976 «onderlinge duels» 15:00 uur (UTC+2) | Bulgarije                        | 2 – 2 | Frankrijk                              | Vasil Levski Nationaal Stadion, Sofia Toeschouwers: 45.000 Scheidsrechter: Ian Foote (SCO) |
| 9 oktober 1976 «onderlinge duels» 15:00 uur (UTC+2) | Hristo Bonev 45' Pavel Panov 68' |       | 37' Michel Platini 40' Bernard Lacombe | Vasil Levski Nationaal Stadion, Sofia Toeschouwers: 45.000 Scheidsrechter: Ian Foote (SCO) |

|                                                       |                                           |       |         |                                                                                      |
| 17 november 1976 «onderlinge duels» 20:30 uur (UTC+1) | Frankrijk                                 | 2 – 0 | Ierland | Parc des Princes, Parijs Toeschouwers: 43.417 Scheidsrechter: Dušan Maksimović (YUG) |
| 17 november 1976 «onderlinge duels» 20:30 uur (UTC+1) | Michel Platini 47' Dominique Bathenay 88' |       |         | Parc des Princes, Parijs Toeschouwers: 43.417 Scheidsrechter: Dušan Maksimović (YUG) |

|                                                    |                |       |           |                                                                                  |
| 30 maart 1977 «onderlinge duels» 16:45 uur (UTC+1) | Ierland        | 1 – 0 | Frankrijk | Lansdowne Road, Dublin Toeschouwers: 36.000 Scheidsrechter: Erich Linemayr (AUT) |
| 30 maart 1977 «onderlinge duels» 16:45 uur (UTC+1) | Liam Brady 11' |       |           | Lansdowne Road, Dublin Toeschouwers: 36.000 Scheidsrechter: Erich Linemayr (AUT) |

|                                                  |                                       |       |                |                                                                                                 |
| 1 juni 1977 «onderlinge duels» 18:00 uur (UTC+2) | Bulgarije                             | 2 – 1 | Ierland        | Vasil Levski Nationaal Stadion, Sofia Toeschouwers: 35.124 Scheidsrechter: Nikos Zlatanos (GRE) |
| 1 juni 1977 «onderlinge duels» 18:00 uur (UTC+2) | Pavel Panov 14' Andrey Zhelyazkov 76' |       | 47' Don Givens | Vasil Levski Nationaal Stadion, Sofia Toeschouwers: 35.124 Scheidsrechter: Nikos Zlatanos (GRE) |

|                                                      |         |       |           |                                                                                  |
| 12 oktober 1977 «onderlinge duels» 16:30 uur (UTC+1) | Ierland | 0 – 0 | Bulgarije | Lansdowne Road, Dublin Toeschouwers: 25.000 Scheidsrechter: Sergio Gonella (ITA) |
| 12 oktober 1977 «onderlinge duels» 16:30 uur (UTC+1) |         |       |           | Lansdowne Road, Dublin Toeschouwers: 25.000 Scheidsrechter: Sergio Gonella (ITA) |

|                                                       |                                                                |       |                      |                                                                                    |
| 16 november 1977 «onderlinge duels» 20:30 uur (UTC+1) | Frankrijk                                                      | 3 – 1 | Bulgarije            | Parc des Princes, Parijs Toeschouwers: 44.860 Scheidsrechter: Charles Corver (NED) |
| 16 november 1977 «onderlinge duels» 20:30 uur (UTC+1) | Dominique Rocheteau 8' Michel Platini 63' Christian Dalger 90' |       | 85' Chavdar Tsvetkov | Parc des Princes, Parijs Toeschouwers: 44.860 Scheidsrechter: Charles Corver (NED) |

### Groep 6
Het Zweedse voetbal was al op zijn retour, maar had erg veel geluk met de loting. Zwitserland en Noorwegen waren geen sterke voetballanden en Zweden plaatste zich probleemloos.
| Pos | Land        | Wed | Win | Gel | Ver | DV | DT | +/− | Pnt |
| --- | ----------- | --- | --- | --- | --- | -- | -- | --- | --- |
| 1.  | Zweden      | 4   | 3   | 0   | 1   | 7  | 4  | +3  | 6   |
| 2.  | Noorwegen   | 4   | 2   | 0   | 2   | 3  | 4  | –1  | 4   |
| 3.  | Zwitserland | 4   | 1   | 0   | 3   | 3  | 5  | –2  | 2   |

|                                                   |                                        |       |           |                                                                                 |
| 16 juni 1976 «onderlinge duels» 19:00 uur (UTC+1) | Zweden                                 | 2 – 0 | Noorwegen | Råsundastadion, Solna Toeschouwers: 30.601 Scheidsrechter: Charles Corver (NED) |
| 16 juni 1976 «onderlinge duels» 19:00 uur (UTC+1) | Björn Andersson 27' Thomas Sjöberg 41' |       |           | Råsundastadion, Solna Toeschouwers: 30.601 Scheidsrechter: Charles Corver (NED) |

|                                                       |              |       |             |                                                                               |
| 8 september 1976 «onderlinge duels» 19:00 uur (UTC+1) | Noorwegen    | 1 – 0 | Zwitserland | Ullevaalstadion, Oslo Toeschouwers: 15.024 Scheidsrechter: Francis Rion (BEL) |
| 8 september 1976 «onderlinge duels» 19:00 uur (UTC+1) | Tom Lund 75' |       |             | Ullevaalstadion, Oslo Toeschouwers: 15.024 Scheidsrechter: Francis Rion (BEL) |

|                                                     |                     |       |                                     |                                                                           |
| 9 oktober 1976 «onderlinge duels» 20:00 uur (UTC+1) | Zwitserland         | 1 – 2 | Zweden                              | St. Jakob-Park, Bazel Toeschouwers: 30.000 Scheidsrechter: Hilmi Ok (TUR) |
| 9 oktober 1976 «onderlinge duels» 20:00 uur (UTC+1) | Serge Trinchero 39' |       | 29' Bo Börjesson 73' Thomas Sjöberg | St. Jakob-Park, Bazel Toeschouwers: 30.000 Scheidsrechter: Hilmi Ok (TUR) |

|                                                  |                                     |       |                |                                                                                 |
| 8 juni 1977 «onderlinge duels» 19:00 uur (UTC+1) | Zweden                              | 2 – 1 | Zwitserland    | Råsundastadion, Solna Toeschouwers: 43.269 Scheidsrechter: Malcolm Wright (NIR) |
| 8 juni 1977 «onderlinge duels» 19:00 uur (UTC+1) | Thomas Sjöberg 69' Bo Börjesson 77' |       | 80' Peter Risi | Råsundastadion, Solna Toeschouwers: 43.269 Scheidsrechter: Malcolm Wright (NIR) |

|                                                       |                                  |       |                    |                                                                               |
| 7 september 1977 «onderlinge duels» 19:00 uur (UTC+1) | Noorwegen                        | 2 – 1 | Zweden             | Ullevaalstadion, Oslo Toeschouwers: 23.065 Scheidsrechter: Adolf Prokop (DDR) |
| 7 september 1977 «onderlinge duels» 19:00 uur (UTC+1) | Rune Ottesen 34' Odd Iversen 68' |       | 57' Thomas Sjöberg | Ullevaalstadion, Oslo Toeschouwers: 23.065 Scheidsrechter: Adolf Prokop (DDR) |

|                                                      |                    |       |           |                                                                            |
| 30 oktober 1977 «onderlinge duels» 14:30 uur (UTC+1) | Zwitserland        | 1 – 0 | Noorwegen | Wankdorf, Bern Toeschouwers: 11.000 Scheidsrechter: Valentin Lipatov (URS) |
| 30 oktober 1977 «onderlinge duels» 14:30 uur (UTC+1) | Claudio Sulser 29' |       |           | Wankdorf, Bern Toeschouwers: 11.000 Scheidsrechter: Valentin Lipatov (URS) |

### Groep 7
Tsjecho-Slowakije zorgde voor een grote verrassing door in 1976 Europees Kampioen te worden ten koste van grote landen als Nederland en West-Duitsland. Het begon deze campagne probleemloos met een 2-0 zege op Schotland, maar verslikte zich pijnlijk in Wales: 3-0. Na een 3-1 zege van Schotland op de ontgoochelde Tsjechen en Slowaken had Schotland in de uitwedstrijd tegen Wales aan een punt genoeg, bij winst van Wales was alles nog mogelijk. Er was veel belangstelling voor deze "derby" en de wedstrijd werd op Anfield Road in Liverpool gespeeld. Voor 50.000 toeschouwers won Schotland in de slotfase: 2-0 door onder andere een goal van Kenny Dalglish, de spits van FC Liverpool.
| Pos | Land              | Wed | Win | Gel | Ver | DV | DT | +/− | Pnt |
| --- | ----------------- | --- | --- | --- | --- | -- | -- | --- | --- |
| 1.  | Schotland         | 4   | 3   | 0   | 1   | 6  | 3  | +3  | 6   |
| 2.  | Tsjecho-Slowakije | 4   | 2   | 0   | 2   | 4  | 6  | –2  | 4   |
| 3.  | Wales             | 4   | 1   | 0   | 3   | 3  | 4  | –1  | 2   |

|                                                      |                                         |       |           |                                                                                       |
| 13 oktober 1976 «onderlinge duels» 17:00 uur (UTC+1) | Tsjecho-Slowakije                       | 2 – 0 | Schotland | Letenský Stadion, Praag Toeschouwers: 38.000 Scheidsrechter: Alberto Michelotti (ITA) |
| 13 oktober 1976 «onderlinge duels» 17:00 uur (UTC+1) | Antonín Panenka 48' Ladislav Petráš 50' |       |           | Letenský Stadion, Praag Toeschouwers: 38.000 Scheidsrechter: Alberto Michelotti (ITA) |

|                                                     |                      |       |       |                                                                                    |
| 17 november 1976 «onderlinge duels» 20:00 uur (UTC) | Schotland            | 1 – 0 | Wales | Hampden Park, Glasgow Toeschouwers: 63.233 Scheidsrechter: Ferdinand Biwersi (FRG) |
| 17 november 1976 «onderlinge duels» 20:00 uur (UTC) | Ian Evans 15' (e.d.) |       |       | Hampden Park, Glasgow Toeschouwers: 63.233 Scheidsrechter: Ferdinand Biwersi (FRG) |

|                                                    |                                                      |       |                   |                                                                                    |
| 30 maart 1977 «onderlinge duels» 19:30 uur (UTC+1) | Wales                                                | 3 – 0 | Tsjecho-Slowakije | The Racecourse, Wrexham Toeschouwers: 18.022 Scheidsrechter: António Garrido (POR) |
| 30 maart 1977 «onderlinge duels» 19:30 uur (UTC+1) | Leighton James 27' Nick Deacy 65' Leighton James 75' |       |                   | The Racecourse, Wrexham Toeschouwers: 18.022 Scheidsrechter: António Garrido (POR) |

|                                                        |                                                    |       |                       |                                                                               |
| 21 september 1977 «onderlinge duels» 20:00 uur (UTC+1) | Schotland                                          | 3 – 1 | Tsjecho-Slowakije     | Hampden Park, Glasgow Toeschouwers: 83.675 Scheidsrechter: Francis Rion (BEL) |
| 21 september 1977 «onderlinge duels» 20:00 uur (UTC+1) | Joe Jordan 18' Asa Hartford 35' Kenny Dalglish 54' |       | 80' Miroslav Gajdůšek | Hampden Park, Glasgow Toeschouwers: 83.675 Scheidsrechter: Francis Rion (BEL) |

|                                                      |       |                                          |           |                                                                                       |
| 12 oktober 1977 «onderlinge duels» 19:30 uur (UTC+1) | Wales | 0 – 2                                    | Schotland | Anfield, Liverpool (Engeland) Toeschouwers: 50.850 Scheidsrechter: Robert Wurtz (FRA) |
| 12 oktober 1977 «onderlinge duels» 19:30 uur (UTC+1) |       | 78' (pen.) Don Masson 87' Kenny Dalglish |           | Anfield, Liverpool (Engeland) Toeschouwers: 50.850 Scheidsrechter: Robert Wurtz (FRA) |

|                                                       |                   |       |       |                                                                                 |
| 16 november 1977 «onderlinge duels» 17:00 uur (UTC+1) | Tsjecho-Slowakije | 1 – 0 | Wales | Letenský Stadion, Praag Toeschouwers: 22.383 Scheidsrechter: Adolf Prokop (DDR) |
| 16 november 1977 «onderlinge duels» 17:00 uur (UTC+1) | Zdeněk Nehoda 12' |       |       | Letenský Stadion, Praag Toeschouwers: 22.383 Scheidsrechter: Adolf Prokop (DDR) |

### Groep 8
Voor de derde achtereenvolgende keer zaten Spanje en Joegoslavië bij elkaar in de WK-kwalificatie groep, de eerste keer lieten beide landen zich verrassen door België. Nu leek het erop dat deze rol werd overgenomen door Roemenië, dat voortvarend begon met een thuiszege op Spanje en een uitzege op Joegoslavië. Echter, na een ingecalculeerde nederlaag tegen Spanje in Madrid volgde een deceptie in de thuiswedstrijd tegen het nog puntloze Joegoslavië: 4-6 na een 3-2 voorsprong voor rust. Roemenië was nu uitgeschakeld en Joegoslavië had nu aan een 2-0 zege thuis tegen Spanje genoeg zich te plaatsen op doelsaldo. In een intense wedstrijd liet Spanje zich voor 60.000 toeschouwers niet gek maken en won met 1-0 door een goal van Cano. Spanje plaatste zich voor de eerste keer sinds 1966 weer voor een WK.
| Pos | Land        | Wed | Win | Gel | Ver | DV | DT | +/− | Pnt |
| --- | ----------- | --- | --- | --- | --- | -- | -- | --- | --- |
| 1.  | Spanje      | 4   | 3   | 0   | 1   | 4  | 1  | +3  | 6   |
| 2.  | Roemenië    | 4   | 2   | 0   | 2   | 7  | 8  | –1  | 4   |
| 3.  | Joegoslavië | 4   | 1   | 0   | 3   | 6  | 8  | –2  | 2   |

|                                                     |                  |       |             |                                                                                                  |
| 10 oktober 976 «onderlinge duels» 17:30 uur (UTC+1) | Spanje           | 1 – 0 | Joegoslavië | Estadio Ramón Sánchez Pizjuán, Sevilla Toeschouwers: 19.217 Scheidsrechter: Károly Palotai (HUN) |
| 10 oktober 976 «onderlinge duels» 17:30 uur (UTC+1) | Pirri 86' (pen.) |       |             | Estadio Ramón Sánchez Pizjuán, Sevilla Toeschouwers: 19.217 Scheidsrechter: Károly Palotai (HUN) |

|                                                    |                       |       |        |                                                                                    |
| 16 april 1977 «onderlinge duels» 16:30 uur (UTC+2) | Roemenië              | 1 – 0 | Spanje | Stadionul Steaua, Boekarest Toeschouwers: 18.500 Scheidsrechter: John Gordon (SCO) |
| 16 april 1977 «onderlinge duels» 16:30 uur (UTC+2) | Goyo Benito 6' (e.d.) |       |        | Stadionul Steaua, Boekarest Toeschouwers: 18.500 Scheidsrechter: John Gordon (SCO) |

|                                                 |             |                                          |          |                                                                                      |
| 8 mei 1977 «onderlinge duels» 17:30 uur (UTC+1) | Joegoslavië | 0 – 2                                    | Roemenië | Maksimirstadion, Zagreb Toeschouwers: 45.000 Scheidsrechter: Menahem Ashkenazi (ISR) |
| 8 mei 1977 «onderlinge duels» 17:30 uur (UTC+1) |             | 37' Dudu Georgescu 44' Anghel Iordănescu |          | Maksimirstadion, Zagreb Toeschouwers: 45.000 Scheidsrechter: Menahem Ashkenazi (ISR) |

|                                                      |                                 |       |          |                                                                                          |
| 26 oktober 1977 «onderlinge duels» 21:00 uur (UTC+1) | Spanje                          | 2 – 0 | Roemenië | Estadio Vicente Calderón, Madrid Toeschouwers: 40.000 Scheidsrechter: Robert Wurtz (FRA) |
| 26 oktober 1977 «onderlinge duels» 21:00 uur (UTC+1) | Eugenio Leal 74' Rubén Cano 83' |       |          | Estadio Vicente Calderón, Madrid Toeschouwers: 40.000 Scheidsrechter: Robert Wurtz (FRA) |

|                                                       |                                                                          |       | |                                                                                      |
| 13 november 1977 «onderlinge duels» 14:00 uur (UTC+2) | Roemenië                                                                 | 4 – 6 | Joegoslavië | Stadionul Steaua, Boekarest Toeschouwers: 30.000 Scheidsrechter: Fred Delcourt (BEL) |
| 13 november 1977 «onderlinge duels» 14:00 uur (UTC+2) | Iosif Vigu 2' Anghel Iordănescu 40' László Bölöni 43' Dudu Georgescu 67' |       | 14' Safet Sušić 18' Dražen Mužinić 51' Safet Sušić 62' Safet Sušić 79' Aleksandar Trifunović 84' Zoran Filipović | Stadionul Steaua, Boekarest Toeschouwers: 30.000 Scheidsrechter: Fred Delcourt (BEL) |

|                                                       |             |                |        |                                                                                 |
| 30 november 1977 «onderlinge duels» 13:30 uur (UTC+1) | Joegoslavië | 0 – 1          | Spanje | Rode Sterstadion, Belgrado Toeschouwers: 66.285 Scheidsrechter: Ken Burns (ENG) |
| 30 november 1977 «onderlinge duels» 13:30 uur (UTC+1) |             | 71' Rubén Cano |        | Rode Sterstadion, Belgrado Toeschouwers: 66.285 Scheidsrechter: Ken Burns (ENG) |

### Groep 9
Er bestond het risico dat de Sovjet-Unie weer moest spelen tegen een militaire ploeg uit Zuid-Amerika en net als in 1974 zich weer moest terugtrekken. Zover kwam het niet, want de Sovjet-Unie verslikte zich in beide uitwedstrijden tegen Hongarije en Griekenland. Aangezien Hongarije begon met een gelijkspel in Griekenland, konden de Hongaren het in het eigen NEP-stadion in Boedapest afmaken. Het werd 3-0 voor Hongarije, dat een nieuwe talentvolle lichting had onder aanvoering van Tibor Nyilasi en András Törőcsik. Ze moesten nu spelen voor een ticket tegen de nummer drie van Zuid-Amerika.
| Pos | Land        | Wed | Win | Gel | Ver | DV | DT | +/− | Pnt |
| --- | ----------- | --- | --- | --- | --- | -- | -- | --- | --- |
| 1.  | Hongarije   | 4   | 2   | 1   | 1   | 6  | 4  | +2  | 5   |
| 2.  | Sovjet-Unie | 4   | 2   | 0   | 2   | 5  | 3  | +2  | 4   |
| 3.  | Griekenland | 4   | 1   | 1   | 2   | 2  | 6  | –4  | 3   |

|                                                     |                       |       |                   |                                                                                              |
| 9 oktober 1976 «onderlinge duels» 20:00 uur (UTC+3) | Griekenland           | 1 – 1 | Hongarije         | Georgios Karaiskákisstadion, Piraeus Toeschouwers: 25.255 Scheidsrechter: Franz Wöhrer (AUT) |
| 9 oktober 1976 «onderlinge duels» 20:00 uur (UTC+3) | Mimis Papaioannou 68' |       | 84' Zoltán Kereki | Georgios Karaiskákisstadion, Piraeus Toeschouwers: 25.255 Scheidsrechter: Franz Wöhrer (AUT) |

|                                                    |                                       |       |             |                                                                                      |
| 24 april 1977 «onderlinge duels» 18:00 uur (UTC+3) | Sovjet-Unie                           | 2 – 0 | Griekenland | Centraal Leninstadion, Moskou Toeschouwers: 50.000 Scheidsrechter: Jean Dubach (SUI) |
| 24 april 1977 «onderlinge duels» 18:00 uur (UTC+3) | Anatoliy Konkov 26' Davit Kipiani 77' |       |             | Centraal Leninstadion, Moskou Toeschouwers: 50.000 Scheidsrechter: Jean Dubach (SUI) |

|                                                    |                                     |       |                   |                                                                                 |
| 30 april 1977 «onderlinge duels» 19:00 uur (UTC+1) | Hongarije                           | 2 – 1 | Sovjet-Unie       | Népstadion, Boedapest Toeschouwers: 70.000 Scheidsrechter: Heinz Aldinger (FRG) |
| 30 april 1977 «onderlinge duels» 19:00 uur (UTC+1) | Tibor Nyilasi 44' Zoltán Kereki 66' |       | 88' Davit Kipiani | Népstadion, Boedapest Toeschouwers: 70.000 Scheidsrechter: Heinz Aldinger (FRG) |

|                                                  |                       |       |             |                                                                                             |
| 10 mei 1977 «onderlinge duels» 20:30 uur (UTC+3) | Griekenland           | 1 – 0 | Sovjet-Unie | Kaftanzogliostadion, Thessaloniki Toeschouwers: 30.000 Scheidsrechter: Cesare Gussoni (ITA) |
| 10 mei 1977 «onderlinge duels» 20:30 uur (UTC+3) | Mimis Papaioannou 58' |       |             | Kaftanzogliostadion, Thessaloniki Toeschouwers: 30.000 Scheidsrechter: Cesare Gussoni (ITA) |

|                                                  |                                            |       |           |                                                                               |
| 18 mei 1977 «onderlinge duels» 19:30 uur (UTC+4) | Sovjet-Unie                                | 2 – 0 | Hongarije | Dinamostadion, Tbilisi Toeschouwers: 75.000 Scheidsrechter: Jack Taylor (ENG) |
| 18 mei 1977 «onderlinge duels» 19:30 uur (UTC+4) | Leonid Boerjak 3' László Bálint 14' (e.d.) |       |           | Dinamostadion, Tbilisi Toeschouwers: 75.000 Scheidsrechter: Jack Taylor (ENG) |

|                                                  |                                                         |       |             |                                                                           |
| 28 mei 1977 «onderlinge duels» 20:00 uur (UTC+1) | Hongarije                                               | 3 – 0 | Griekenland | Népstadion, Boedapest Toeschouwers: 70.000 Scheidsrechter: Jan Beck (NED) |
| 28 mei 1977 «onderlinge duels» 20:00 uur (UTC+1) | László Pusztai 13' Tibor Nyilasi 15' László Pusztai 88' |       |             | Népstadion, Boedapest Toeschouwers: 70.000 Scheidsrechter: Jan Beck (NED) |

## Intercontinentale play-off

### UEFA / CONMEBOL
|                                                      | |       |         |                                                                                |
| 29 oktober 1977 «onderlinge duels» 17:00 uur (UTC+1) | Hongarije                                                                                                  | 6 – 0 | Bolivia | Népstadion, Boedapest Toeschouwers: 65.000 Scheidsrechter: Ramón Barreto (URU) |
| 29 oktober 1977 «onderlinge duels» 17:00 uur (UTC+1) | Tibor Nyilasi 12' András Törőcsik 19' Sándor Zombori 22' Béla Váradi 27' Sándor Pintér 39' László Nagy 81' |       |         | Népstadion, Boedapest Toeschouwers: 65.000 Scheidsrechter: Ramón Barreto (URU) |

|                                                       |                                                |       |                                                                    |                                                                                          |
| 30 november 1977 «onderlinge duels» 17:15 uur (UTC−4) | Bolivia                                        | 2 – 3 | Hongarije                                                          | Estadio Hernando Siles, La Paz Toeschouwers: 26.983 Scheidsrechter: Charles Corver (NED) |
| 30 november 1977 «onderlinge duels» 17:15 uur (UTC−4) | Carlos Aragonés 45' (pen.) Carlos Aragonés 90' |       | 38' András Törőcsik 43' István Halász 84' (e.d.) Windsor Del Llano | Estadio Hernando Siles, La Paz Toeschouwers: 26.983 Scheidsrechter: Charles Corver (NED) |

Hongarije wint over twee wedstrijden met 9–2 en plaatst zich voor het hoofdtoernooi.